# Musical-Express
Musical-Express ist das 27. Studioalbum des österreichischen Schlagersängers Freddy Quinn, das 1972 im Musiklabel Polydor (Nummer 28 675-7) in Deutschland veröffentlicht wurde. Die Schallplatte wurde durch die Gerhard Kaiser GmbH hergestellt. Der Vertrieb geschah unter den Rechtegesellschaften Gesellschaft für musikalische Aufführungs- und mechanische Vervielfältigungsrechte. Der Musikdirektor war Wolfgang Rödelberger und der Produzent Gerhard Mendelson.
Im selben Jahr wurde das Album unter dem Titel Vorhang auf! und mit veränderter Schallplattenhülle-Gestaltung erneut veröffentlicht.

## Schallplattenhülle
Auf der Schallplattenhülle ist Freddy Quinn mit verschränkten Armen zu sehen und trägt ein violettes langärmliges Hemd mit weißem Sakko und trägt dazu einen schwarzen Querbinder. Rechts von seinem Bild sind die Liedtitel in weißer Schrift zu lesen. Der Album-Titel ist in roten Versalien rechts oben angebracht und darunter der Name „Freddy“ in weißen Versalien. Im Hintergrund ist eine Straße mit mehreren Konzerthäusern sichtbar.
Auf der Rückseite der Schallplattenhülle sind Hintergrundinformationen über die Musicals zu finden, aus denen die von Freddy Quinn gesungenen Lieder entnommen wurden. So stehen dort die Daten der Uraufführung, der Komponist, der Regieführer und eine kurze Zusammenfassung, worum es in dem Stück geht.

## Musik
Freddy Quinn singt aus dem Musical Annie Get Your Gun ein Medley von drei Stücken. Dieses Musical aus dem Jahr 1946 stammt aus der Feder von Irving Berlin und wurde von der Romanze von Annie Oakley (1860–1926) und Frank Butler inspiriert.
Die Lieder Wunderbar und True Love stammen von Cole Porter, letzteres wurde durch das Duett von Bing Crosby und Grace Kelly in Filmmusical Die oberen Zehntausend weltberühmt. Ersteres stammt aus dem Musical Kiss Me, Kate.
Hello Dolly wurde von Jerry Herman für das gleichnamige Musical geschrieben, das 1964 veröffentlicht wurde. Im selben Jahr wurde das Lied durch Louis Armstrong zu einem Charterfolg.
Auf Seite zwei ist ein weiteres Medley von drei Stücken zu finden; dieses stammt aus dem Musical West Side Story von Leonard Bernstein, das 1957 uraufgeführt wurde und Romeo und Julia als literarische Vorlage hatte.
Summertime ist die bekannteste Arie aus der Oper Porgy and Bess von George Gershwin aus dem Jahr 1953. Summertime wurde als eigenständiges Lied aus dieser Oper isoliert vermarktet und entwickelte sich zum meistgecoverten Jazz- und Popstandard aller Zeiten.
Wenn ich einmal reich wär stammt aus dem Musical Anatevka (Der Fiedler auf dem Dach, Fiddler on the Roof) von Jerry Bock (1964). Das Musical basiert auf dem Roman Tewje, der Milchmann von Scholem Alejchem.
Oh, What a Beautiful Morning ist ein Lied aus dem Musicalfilm Oklahoma! von Richard Rodgers, das 1943 uraufgeführt wurde. Die Story basiert auf dem Bühnenstück Green Grow the Lilacs von Lynn Riggs. Oklahoma! markierte in der Geschichte des Musicals einen Meilenstein, da es als eines der ersten die Songs und Tanznummern nicht als Einlagen nutzte, sondern um die Handlung weiterzuführen.
Sunny Boy ist ein Slowfox-Lied, das Buddy DeSylva und Ray Henderson 1928 für den Tonfilm The Singing Fool von Lloyd Bacon schrieben. Im Film und durch eigenständige Veröffentlichung wurde das Lied von Al Jolson populär.
O, mein Papa ist ein Chanson aus der 1939 uraufgeführten musikalischen Komödie Der schwarze Hecht, das später zum Schlager und zum Evergreen wurde. Bekannt ist die deutsche Version von Lys Assia.

## Titelliste
Das Album beinhaltet folgende zwölf Titel:
- Seite 1

1. Annie Get Your Gun (Medley)
  1. There’s No Business Like Show Business
  2. They Say It’s Wonderful
  3. Doin’ What Comes Natur’lly
  4. There’s No Business Like Show Business
2. Ich bin gewöhnt an ihr Gesicht
3. Wunderbar
4. True Love
5. Hello Dolly
6. Heimweh nach St. Pauli

- Seite 2

1. West Side Story (Medley)
  1. Maria
  2. America
  3. Tonight
2. Summertime
3. Wenn ich einmal reich wär
4. Oh, What a Beautiful Morning
5. Sonny Boy
6. O, mein Papa